# جایزه بزرگ ایتالیا ۱۹۶۱
جایزه بزرگ ایتالیا ۱۹۶۱ (انگلیسی: ‎1961 Italian Grand Prix‎) یک مسابقهٔ موتوری در رشتهٔ اتومبیل‌رانی فرمول یک بود که در تاریخ ۱۰ سپتامبر ۱۹۶۱ در پیست ناتزیوناله مونتزا واقع در مونتزا، ایتالیا برگزار شد. این گراند پری در میان ۸ گراند پری در فصل ۱۹۶۱، مسابقهٔ شمارهٔ ۷ بود.
در این مسابقه که در ۴۳ دور و به مسافت ۴۳۰٫۰۰۰ کیلومتر (۲۶۷٫۱۹۰ مایل) برگزار شد، پول پوزیشن توسط ولفگانگ فون تریپس کسب شد و سریع‌ترین زمان برای طی یک دور پیست که برابر با ۲:۴۸٫۴ بود نیز توسط جیانکارلو باگتی به ثبت رسید.
فیل هیل از تیم فراری، دن گرنی از تیم پورشه و بروس مک‌لارن از تیم کوپر-کلیمکس به‌ترتیب مقام‌های اول تا سوم مسابقه را کسب کردند.

## رده‌بندی قهرمانی پس از مسابقه
|       | جایگاه | راننده            | امتیاز  |
| ----- | ------ | ----------------- | ------- |
| ۱     | ۱      | فیل هیل           | ۳۴ (۳۸) |
| ۱     | ۲      | ولفگانگ فون تریپس | ۳۳      |
|       | ۳      | استیرلینگ ماس     | ۲۱      |
|       | ۴      | ریچی گینتر        | ۱۶      |
| ۲     | ۵      | دن گرنی           | ۱۵      |
| منبع: |        |                   |         |

|       | جایگاه | سازنده        | امتیاز  |
| ----- | ------ | ------------- | ------- |
|       | ۱      | فراری         | ۴۰ (۵۲) |
|       | ۲      | لوتوس-کلیمکس  | ۲۴      |
|       | ۳      | پورشه         | ۱۷      |
|       | ۴      | کوپر-کلیمکس   | ۱۳ (۱۵) |
|       | ۵      | بی‌آرام-کلیمکس | ۳       |
| منبع: |        |               |         |

یادداشت
- تنها پنج جایگاه نخست از هر رده‌بندی نمایش داده شده‌است.